# San José Cañaltepec
San José Cañaltepec är en ort i Mexiko.   Den ligger i kommunen Santa María Chilchotla och delstaten Oaxaca, i den sydöstra delen av landet, 270 km sydost om huvudstaden Mexico City. San José Cañaltepec ligger 723 meter över havet och antalet invånare är 288.
Terrängen runt San José Cañaltepec är bergig åt nordväst, men åt sydost är den kuperad. San José Cañaltepec ligger nere i en dal. Runt San José Cañaltepec är det ganska tätbefolkat, med 120 invånare per kvadratkilometer. Närmaste större samhälle är Huautla de Jiménez, 11,7 km söder om San José Cañaltepec. I omgivningarna runt San José Cañaltepec växer i huvudsak städsegrön lövskog.